# Joe South
Joe South (nascido Joseph Alfred Souter; 28 de fevereiro de 1940 — 5 de setembro de 2012) foi um cantor, compositor, guitarrista e produtor musical americano. Mais conhecido por suas composições, conquistou o Grammy Award de Melhor Música do Ano em 1970 por "Games People Play" e foi novamente indicado ao prêmio em 1972 por "Rose Garden".

## Carreira
South começou sua carreira musical em julho de 1958 com o sucesso de "The Purple People Eater Meets the Witch Doctor", da NRC Records. Depois desse sucesso, sua música ficou cada vez mais séria.
No ano seguinte, escreveu duas músicas que foram gravadas por Gene Vincent: "I Might Have Known", que estava no álbum Sounds Like Gene Vincent (Capitol Records, 1959), e "Gone Gone Gone", que foi incluído no álbum The Crazy Beat of Gene Vincent (Capitol Records, 1963).
South conheceu e foi incentivado por Bill Lowery, um editor de música e personalidade de rádio de Atlanta. Começou sua carreira de gravação em Atlanta com a National Recording Corporation (NRC), onde atuou como guitarrista, juntamente com outros artistas da NRC, Ray Stevens e Jerry Reed. As primeiras gravações de South foram relançadas pela NRC em CD. Logo retornou para Nashville com o The Manrando Group e depois para a Charlie Wayne Felts Promotions. (Charlie Wayne Felts é primo de Narvel Felts, membro do Grand Ole Opry e introduzido no Rockabilly Hall of Fame.)
Também era um acompanhante proeminente, tocando guitarra em "Sheila", de Tommy Roe, no álbum Blonde on Blonde, de Bob Dylan, e na introdução clássica de tremolo em "Chain of Fools", de Aretha Franklin. Tocou guitarra no segundo álbum do Simon & Garfunkel, Sounds of Silence, embora Al Gorgoni e/ou Vinnie Bell aparecessem na faixa-título.

## Morte
South morreu em sua casa em Buford, Geórgia, a nordeste de Atlanta, em 5 de setembro de 2012, de insuficiência cardíaca. Ele tinha 72 anos. South e sua segunda esposa Jan Tant, que morreu em 1999, foram enterrados no Cemitério Mount Harmony Memorial Gardens, em Mableton (Cobb County), na Geórgia.

## Discografia

### Álbuns
| Ano  | Álbum                              | Melhor posição | Melhor posição | Melhor posição | Gravadora |
| Ano  | Álbum                              | EUA            | Country        | CAN            | Gravadora |
| ---- | ---------------------------------- | -------------- | -------------- | -------------- | --------- |
| 1968 | Introspect                         | 117            | —              | —              | Capitol   |
| 1969 | Games People Play                  | —              | —              | —              | Capitol   |
| 1969 | Don't It Make You Want to Go Home? | 60             | 39             | 36             | Capitol   |
| 1970 | Greatest Hits                      | 125            | —              | 88             | Capitol   |
| 1971 | Joe South                          | 207            | —              | —              | Capitol   |
| 1971 | Joe South Story                    | —              | —              | —              | MGM       |
| 1971 | So the Seeds Are Growing           | —              | —              | —              | Capitol   |
| 1972 | A Look Inside                      | —              | —              | —              | Capitol   |
| 1975 | Midnight Rainbows                  | —              | —              | —              | Island    |
| 1976 | You're the Reason                  | —              | —              | —              | Gusto     |
| 1990 | The Best of Joe South              | —              | —              | —              | Rhino     |
| 1999 | Retrospect: The Best of Joe South  | —              | —              | —              | Koch      |
| 2001 | Anthology: A Mirror of His Mind    | —              | —              | —              | Raven     |
| 2002 | Classic Masters                    | —              | —              | —              | Capitol   |

### Singles
| Ano  | Single                                                 | Melhor posição | Melhor posição | Melhor posição                | Melhor posição | Melhor posição | Melhor posição | Álbum(s)                           |
| Ano  | Single                                                 | EUA            | Country        | Hot Adult Contemporary Tracks | CAN            | CAN Country    | CAN AC         | Álbum(s)                           |
| ---- | ------------------------------------------------------ | -------------- | -------------- | ----------------------------- | -------------- | -------------- | -------------- | ---------------------------------- |
| 1958 | "The Purple People Eater Meets the Witch Doctor"       | 47             | —              | —                             | —              | —              | —              | singles apenas                     |
| 1961 | "You're the Reason"                                    | 87             | 16             | —                             | —              | —              | —              | singles apenas                     |
| 1968 | "Birds of a Feather"                                   | 106            | —              | —                             | —              | —              | —              | Introspect                         |
| 1969 | "Games People Play"                                    | 12             | —              | —                             | 7              | —              | —              | Introspect, Games People Play      |
| 1969 | "Birds of a Feather"                                   | 96             | —              | —                             | —              | —              | —              | Introspect                         |
| 1969 | "Leaning on You"                                       | 104            | —              | —                             | 69             | —              | —              | single apenas                      |
| 1969 | "Don't It Make You Want to Go Home" (com os Believers) | 41             | 27             | 16                            | 42             | 11             | 18             | Don't It Make You Want to Go Home? |
| 1970 | "Walk a Mile in My Shoes" (com os Believers)           | 12             | 56             | 3                             | 10             | 6              | 2              | Don't It Make You Want to Go Home? |
| 1970 | "Children"                                             | 51             | —              | 32                            | 33             | —              | 31             | Don't It Make You Want to Go Home? |
| 1970 | "Why Does a Man Do What He Has to Do"                  | 118            | —              | —                             | 47             | —              | —              | Joe South                          |
| 1971 | "Fool Me"                                              | 78             | —              | —                             | —              | —              | —              | Joe South                          |